# Tour d'Égypte
Il Tour d'Égypte (it. Giro dell'Egitto) è una corsa a tappe maschile di ciclismo su strada che si svolge in Egitto ogni anno a febbraio. Dal 2005 è entrato a far parte dell'UCI Africa Tour come evento di classe 2.2.

## Storia
Il Giro dell'Egitto è una delle più vecchie corse ciclistiche organizzata in un paese africano, la prima edizione risale al 1954.
Nel febbraio del 1954, il colonnello Gamal Abdel Nasser prese il potere e il Giro dell'Egitto può apparire come una appropriazione simbolica del territorio nazionale da parte del pòpolo egiziano. Acquistò anche una certa importanza internazionale grazie alla partecipazione di corridori dei paesi dell'Est europeo e dell'URSS, che entrò nel quadro degli scambi diplomatici, economici e culturali tra il potere egiziano e i paesi socialisti. Tuttavia, i primi due vincitori non furono delle cosiddette democrazie popolari, ma il belga René Van Meenen e il danese Hans Andresen.
Organizzato ogni anno fino al 1962, fu vinto tre volte da corridori della Germania dell'Est e una volta da sovietici, polacchi e bulgari. La corsa non fu più disputata per tredici anni, poi tornò ad essere organizzata anche se con delle interruzioni fino al 1999. Nello stesso anno ci fu la prima vittoria di un corridore egiziano, Amar El Nadi. Dal 2010 al 2014 e negli anni 2017 e 2018 non è stata organizzata.

## Albo d'oro
Aggiornato all'edizione 2016.
| Anno    | Vincitore              | Secondo             | Terzo               |
| ------- | ---------------------- | ------------------- | ------------------- |
| 1954    | René Van Meenen        | Émile Van Cauter    | Ted Gerrard         |
| 1955    | Hans-Erik Andresen     | Boyan Kozev         | Shelzy Shingally    |
| 1956    | Nencio Christov        | Boyan Kozev         | Marian Więckowski   |
| 1957    | Werner Maritz          | Horst Tüller        | Demirev             |
| 1958    | Anatolij Olizarenko    | Aleksej Petrov      | Boyan Kozev         |
| 1959    | Gerhard Löffler        | Aleksej Petrov      | Nikolaï Etschenko   |
| 1960    | Kurt Müller            | Manfred Brüning     | Wolfgang Braune     |
| 1961    | Andrzej Piejaczek      | Alexandre Kulibin   | Klaus Kellermann    |
| 1962    | Lothar Appler          | Joze Sebenik        | Gottfried Franck    |
| 1963-74 | non disputato          | non disputato       | non disputato       |
| 1975    | Urs Dietschi           | Bruno Keller        | S. El Atawi         |
| 1976    | Urs Dietschi           | Erol Kugidbakirgi   | Yussuf Egevit       |
| 1977-85 | non disputato          | non disputato       | non disputato       |
| 1986    | Gintautas Umaras       | Vasilij Špundov     | Marat Ganeev        |
| 1987-95 | non disputato          | non disputato       | non disputato       |
| 1996    | Yuri Sinoukov          | Valeri Makarian     | Olivier Martinez    |
| 1997    | Sergei Sinoukov        | Aleksandr Arakelian | Leonid Timitshenkov |
| 1998    | non disputato          | non disputato       | non disputato       |
| 1999    | Amar El Nadi           | Mohamed El Fattah   | Mohamed Khaled      |
| 2000    | Remigius Lupeikis      | Mikos Rnjakovic     | Piotr Wadecki       |
| 2001    | Amar El Nadi           | Mohamed El Fattah   | Vadim Kravchenko    |
| 2002    | Radovan Husar          | Ahmed Rashad        | Vadim Kravchenko    |
| 2003    | Tiaan Kannemeyer       | Maroš Kováč         | Jan Sipeky          |
| 2004    | Maroš Kováč            | Sergej Tretjakov    | Pawel Nevdakh       |
| 2005    | Sergej Tretjakov       | Sergej Lavrenenko   | Bakhtiyar Mamyrov   |
| 2006    | Ilya Chernyshov        | Shaun Davel         | Valery Dmitriyov    |
| 2007    | Waylon Woolcock        | Jan Sipeky          | Daniel Spence       |
| 2008    | Jay Robert Thomson     | Aymen Ben Hassine   | Pawel Nevdakh       |
| 2009    | Christoph Springer     | Amr Ahmed           | Mustafa Güler       |
| 2010-14 | non disputato          |                     |                     |
| 2015    | Francisco Mancebo      | Soufiane Haddi      | Andrea Palini       |
| 2016    | Mounir Makhchoun       | Adne van Engelen    | Pascal Aandewiel    |
| 2017-18 | non disputato          |                     |                     |
| 2019    | Polychronis Tzortzakis | Yousif Mirza        | Igor Alberto Silva  |